# Danuria thunbergi
Danuria thunbergi es una especie de mantis de la familia Mantidae.

## Distribución geográfica
Se encuentra en Etiopía Kenia Congo Mozambique Namibia Tanzania Etiopía y Zimbabue.